# Albigowa
Albigowa – wieś w Polsce położona w województwie podkarpackim, w powiecie łańcuckim, w gminie Łańcut.
Miejscowość jest siedzibą rzymskokatolickiej parafii Narodzenia Najświętszej Maryi Panny.
W latach 1954–1972 wieś należała i była siedzibą władz gromady Albigowa. W latach 1973–1976 miejscowość była siedzibą gminy Albigowa. 
W latach 1975–1998 miejscowość administracyjnie należała do województwa rzeszowskiego.

## Części wsi
| SIMC    | Nazwa     | Rodzaj     |
| ------- | --------- | ---------- |
| 0654641 | Czekaj    | część wsi  |
| 0654658 | Dół       | część wsi  |
| 0654664 | Folwark   | część wsi  |
| 0654670 | Góra      | część wsi  |
| 0654718 | Granica   | przysiółek |
| 0654701 | Honie     | część wsi  |
| 0654687 | Maziarnia | część wsi  |
| 0654693 | Skotnik   | część wsi  |

## Historia
Została założona przez osadników niemieckich, lokowana na prawie magdeburskim w II połowie XIV w. przez Ottona z Pilczy. Jej pierwotne nazwy (Helwigau, Helwigeshau, Helwygeshof, Halwygowa) pochodzą prawdopodobnie od pierwszego wójta Helwiga. Innym śladem obcego osadnictwa jest występowanie wśród mieszkańców nazwisk obcojęzycznych takich jak Inglot (poch. od Engelhardt), Ulman, Szpunar, Teichman, Bytnar. W 1450 właścicielem był Jan z Pilczy wnuk Ottona i syn Elżbiety Granowskiej trzeciej żony Władysława Jagiełły. Kolejna fala osadników przybyła tu ok. roku 1571 za sprawą właściciela tych dóbr Mikołaja Tarły, o czym wspomina Ignacy Krasicki w jednym z komentarzy do herbarza Kacpra Niesieckiego (zob. Głuchoniemcy). Wieś, położona w powiecie przemyskim, była własnością Katarzyny Korniaktowej, jej posesorem był Kazimierz Suchodolski, została spustoszona w czasie najazdu tatarskiego w 1672. Na początku XVIII wieku wieś określana jako „korniaktowszczyzna”, czyli własność po wymarłym rodzie Korniaktów. Od połowy XVIII wieku właścicielami są Potoccy, najpierw Franciszek Salezy, a po nim jego syn Stanisław Szczęsny Potocki, który w 1786 sprzedał wieś wraz z całym kluczem albigowskim Konstancji z Bekierskich.
W czasie agresji III Rzeszy na Polskę w rejonie Albigowej doszło do walk między Wojskiem Polskim a Wehrmachtem.
Po II wojnie światowej na terenie byłej posiadłości hrabiego Romana Potockiego mieściła się państwowa stadnina koni arabskich, a następnie ośrodek naukowy jakim była filia Instytutu Sadownictwa i Kwiaciarstwa ze Skierniewic (tradycje te kontynuuje do dzisiaj Sadowniczo-Szkółkarski Zakład Doświadczalny oraz reaktywowana stadnina koni Bask).
Obecnie w Albigowej znajduje się Centrum Biotechnologii Wydziału Chemicznego Politechniki Rzeszowskiej im. Ignacego Łukasiewicza (jedyne takie centrum w województwie podkarpackim) oraz Ośrodek Naukowo-Dydaktyczny tej uczelni.

## Osoby związane z miejscowością
- Stanisław Cwynar (1906–1984) – lekarz, profesor i konsultant krajowy psychiatrii
- Marian Głuszek (1933–2017) – nauczyciel, astronom i meteorolog[12][13]
- Jan Inglot (1906–1994) – chemik, profesor doktor inżynier
- Stefan Inglot (1902–1994) – historyk, profesor nauk humanistycznych
- Andrzej Orłoś (1934–2018) – jeździec, olimpijczyk
- Stanisław Peszkowski (ur. 1882) – major piechoty Wojska Polskiego
- Filip Siarkiewicz (1872–1932) – generał brygady Wojska Polskiego, zarządca stadniny koni w Albigowej
- Eugeniusz Szpunar (1933–1989) – profesor doktor habilitowany nauk metalurgicznych
- ks. Antoni Tyczyński (1856–1925) – proboszcz Parafii Albigowa (1886–1912)[14]
- Maciej Balawejder – prof. dr hab. absolwent Wydziału Chemicznego Politechniki Rzeszowskiej

## Sport
W miejscowości działa klub sportowy piłki nożnej LKS Arka Albigowa, który został założony w 2001. W sezonie 2019/2020 klub grał w Klasie „A”, grupy Rzeszów II – Łańcut.